# Клінтон (Кентуккі)
Клінтон (англ. Clinton) — місто (англ. city) в США, в окрузі Гікмен штату Кентуккі. Населення — 1222 особи (2020).

## Географія
Клінтон розташований за координатами 36°39′57″ пн. ш. 88°59′39″ зх. д. / 36.66583° пн. ш. 88.99417° зх. д. (36.665793, -88.994089).  За даними Бюро перепису населення США в 2010 році місто мало площу 4,19 км², з яких 4,17 км² — суходіл та 0,01 км² — водойми.

## Демографія
Згідно з переписом 2010 року, у місті мешкало 1388 осіб у 532 домогосподарствах у складі 307 родин. Густота населення становила 332 особи/км².  Було 654 помешкання (156/км²).
Расовий склад населення:
| - 73,0 % — білих - 24,6 % — чорних або афроамериканців - 0,4 % — корінних американців - 0,1 % — вихідців з тихоокеанських островів - 0,1 % — азіатів |

До двох чи більше рас належало 1,7 %. Частка іспаномовних становила 0,9 % від усіх жителів.
За віковим діапазоном населення розподілялося таким чином: 21,8 % — особи молодші 18 років, 55,8 % — особи у віці 18—64 років, 22,4 % — особи у віці 65 років та старші. Медіана віку мешканця становила 43,0 року. На 100 осіб жіночої статі у місті припадало 88,6 чоловіків;  на 100 жінок у віці від 18 років та старших — 83,8 чоловіків також старших 18 років.
Середній дохід на одне домашнє господарство  становив 35 910 доларів США (медіана — 25 391), а середній дохід на одну сім'ю — 43 466 доларів (медіана — 34 000). За межею бідності перебувало 31,5 % осіб, у тому числі 41,9 % дітей у віці до 18 років та 18,2 % осіб у віці 65 років та старших.
Цивільне працевлаштоване населення становило 376 осіб. Основні галузі зайнятості: освіта, охорона здоров'я та соціальна допомога — 26,6 %, виробництво — 23,1 %, роздрібна торгівля — 9,0 %, мистецтво, розваги та відпочинок — 7,4 %.